# Хокуйо-Мару
Хокуйо-Мару (Hokuyo Maru) — судно, яке під час Другої світової війни взяло участь в операціях японських збройних сил в Індонезії, на Курильських та Каролінських островах.
Судно спорудили в 1936 році на верфі Uraga Dock на замовлення компанії Kita Nippon Kisen, яка задіяла його на рейсах між Кореєю та Хоккайдо.
У певний момент судно реквізували для потреб Імперського флоту Японії. Є інформація, що певний час воно використовувалось як переобладнаний канонерський човен та проходило службу у 2-му дивізіоні канонерських човнів. У цій якості «Хокуйо-Мару» влітку 1942 року узяв участь в операції з окупації островів в морі Банда. Він входив до загону, що вийшов 29 липня з Амбону та наступної доби висадив десант на острові Танімбар.
1943 року «Хокуйо-Мару» певний час діяло в північних водах метрополії. Так, 8 березня воно йшло в конвої біля північного завершення Хонсю. Після того, як американський підводний човен потопив транспорт «Хісасіма-Мару», «Хокуйо-Мару» провело порятунок вцілілих та доправило їх на Хоккайдо. Відомо також, що 23 вересня 1943 року судно вийшло в конвої з острова Парамушир (Курильські острови).
У лютому 1944 року «Хокуйо-Мару» перебувало на атолі Трук у центральній частині Каролінських островів, де була головна база японського флоту в Океанії. 17 лютого по атолу завдало потужного удару американське авіаносне угруповання (операція «Хейлстоун»), яке змогло знищити в цьому рейді кілька бойових кораблів та близько трьох десятків інших суден. Літаки з авіаносця USS Essex влучили бомбою в кормову частину «Хокуйо-Мару», що призвело до загибелі судна.
Рештки «Хокуйо-Мару» лежать у лагуні Трука на глибинах від 39 до 64 метрів. Дайвери встановили, що судно перевозило вантаж цементу.